# Zdeněk Mraček
Zdeněk Mraček (6. ledna 1930 Plzeň – 17. srpna 2022) byl český lékař a regionální politik.
Jeho lékařskou specializací byla neurochirurgie, které se věnoval nejprve pod vedením prof. Kunce v Ústřední vojenské nemocnici v Praze a od roku 1966 ve Fakultní nemocnici v Plzni, kde vedl neurochirurgické pracoviště, od roku 1983 samostatné oddělení.
V prosinci 1990 byl zvolen primátorem města Plzně a tuto funkci vykonával až do roku 1994. V této funkci za největší úspěch považoval zrušení Borského letiště a založení průmyslové zóny Borská pole.